# Allal Ben Kassou
Allal Ben Kassou (arab. ‏علال بن قصو‎, ur. w 1941 w Rabacie, zm. 29 października 2013 tamże) – marokański piłkarz grający na pozycji bramkarza.

## Kariera klubowa
Allal Ben Kassou podczas kariery piłkarskiej występował w klubie FAR Rabat.

## Kariera reprezentacyjna
W reprezentacji Maroka Allal Ben Kassou grał w latach sześćdziesiątych i siedemdziesiątych.
W 1964 roku uczestniczył w igrzyskach olimpijskich w Tokio. Na Igrzyskach wystąpił w obu meczach Maroka z Jugosławią i Węgrami.
W 1968 i 1969 roku uczestniczył w zakończonych sukcesem eliminacjach Mistrzostw Świata 1970.
W 1970 roku uczestniczył w Mistrzostwach Świata 1970.
Na Mundialu w Meksyku Ben Kassou był podstawowym zawodnikiem i wystąpił we wszystkich trzech meczach Maroka z RFN, Peru i Bułgarią.
W 1972 roku uczestniczył w eliminacjach Mistrzostw Świata 1974. Był w składzie reprezentacji na igrzyskach olimpijskich w 1972 w Monachium, ale nie wystąpił w żadnym meczu.

## Wyróżnienia
W 2006 roku CAF uznał Allala Ben Kassou za jednego z 200 najlepszych piłkarzy Afryki ostatnich 50 lat.